# Ping (rzeka)

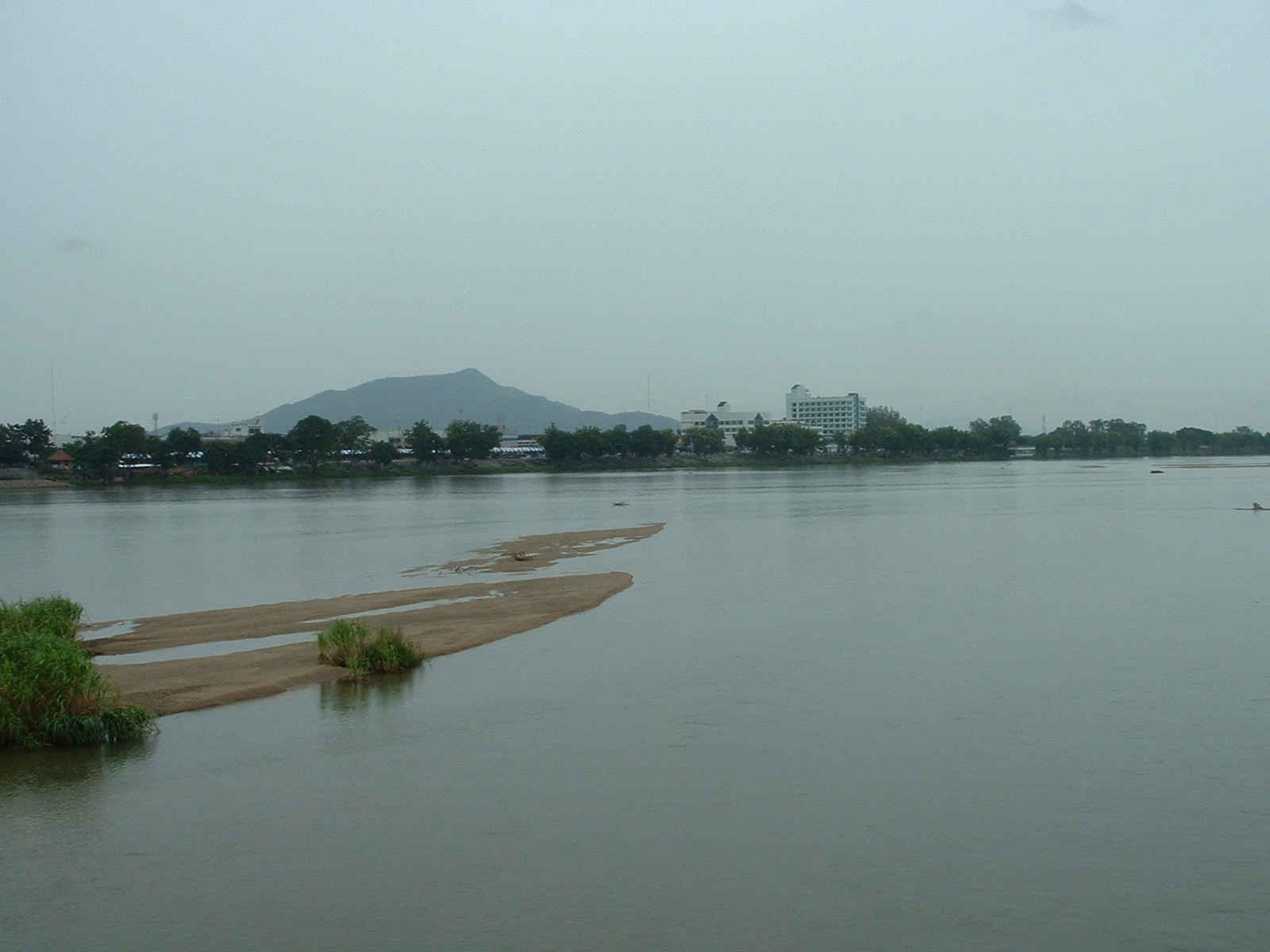
Rzeka Ping

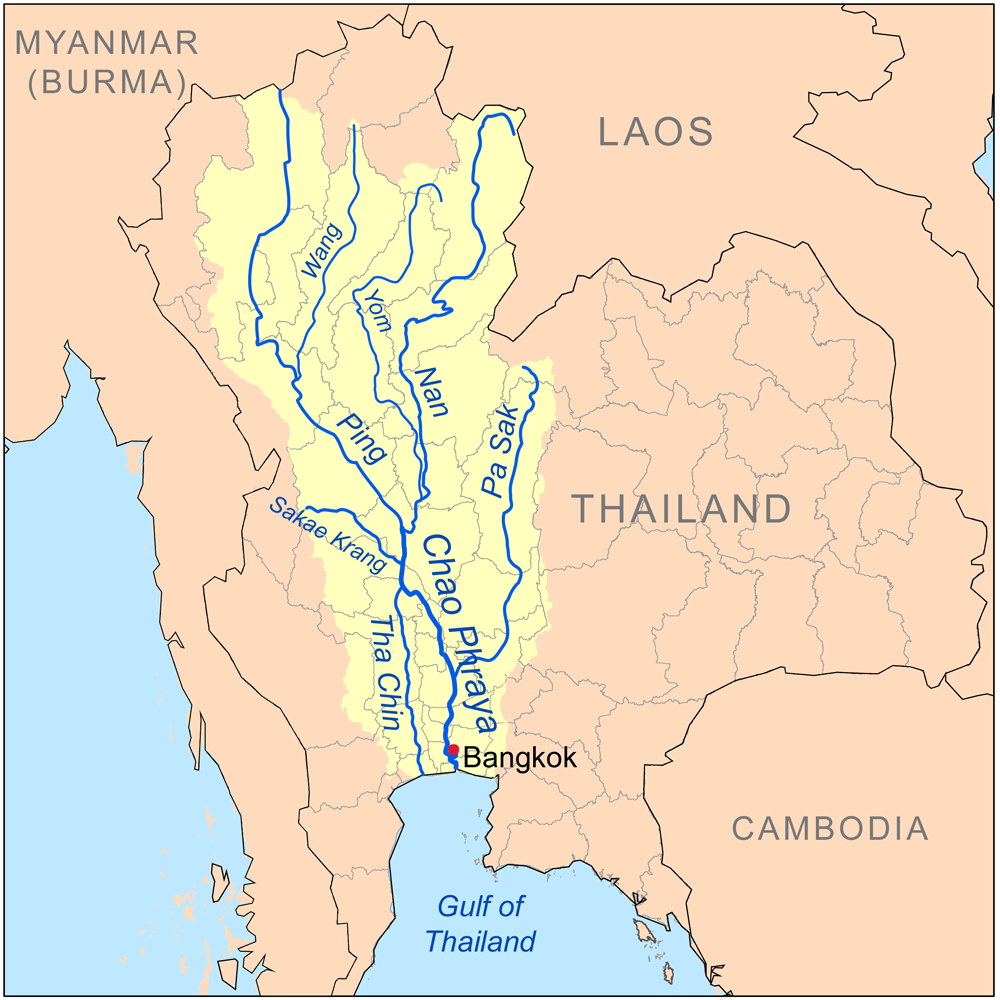
Dopływy Menamu

Ping (taj. แม่น้ำปิง RTGS: Maenam Ping, IPA mɛ̂ːnáːm piŋ) – rzeka w północnej Tajlandii, jeden z najważniejszych dopływów Menamu (Chao Phraya).